# Befäl
Ett befäl eller en befälsperson är en person som utövar ett ledarskap (chefskap) i en hierarkiskt ordnad och ofta uniformerad organisation. Till exempel: militära befäl, polisbefäl. Ställning som befäl - befälsgrad - utmärks ofta genom gradbeteckningar på uniformen. Termen befäl har även använts i överförd bemärkelse som en beteckning för arbetsledare inom skogsbruket (skogsbefäl) och jordbruket (jordbruksbefäl).
I en militär organisation betecknar befäl alla  överordnade. Sedan 2009 skiljer man i Sverige mellan befälskategorierna officer, specialistofficer och gruppbefäl samt hemvärnsbefäl.

## Romerska armén
Huvudartikel: Romersk legion

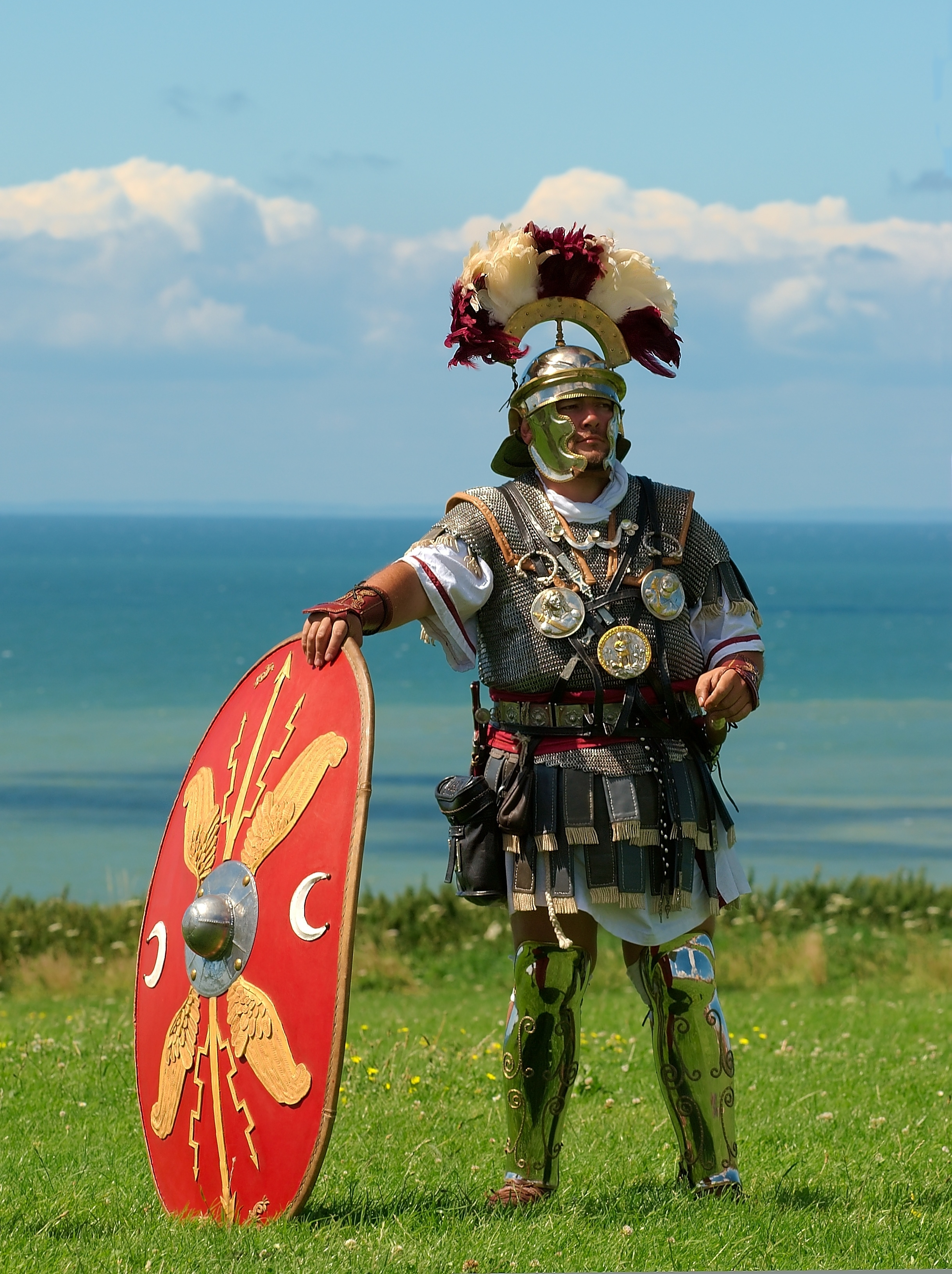
Romersk centurion.

Kejsartidens romerska armé hade en väl utvecklad befälsordning med inte mindre än sex särskilda befälskårer och noggrant definierade militära grader. De högsta graderna var reserverade för samhällseliten och paradoxalt nog karaktäriserades den romerska armén av att ju högre befäl man hade, desto mindre militär erfarenhet krävdes. I de två högsta befälskårerna omfattade befordringsgången både civila och militära befattningar och kan sägas ha varit av politisk natur. 
De högsta befälen utövades av män från senatorsklassen – senatores. Unga män från denna klass började sin militära karriär som militärtribuner under några år innan de övergick till civila administrativa poster, för att så småningom kunna återkomma som legionsbefälhavare (chef för 5000 soldater). Den nästa högsta befälskåren bestod av män från riddarklassen – equites - vilka i det civila livet redan fått omfattande administrativ erfarenhet. De tjänstgjorde som chefer för hjälptruppernas infanteri (500 eller 1000 soldater), militärtribuner i en legion (stabsofficerare och chefer för dubbla kohorter, det vill säga ca 1000 soldater) samt som chefer för hjälptruppernas kavalleri. Vidare befordran till högre civila och militära poster kunde också ske. 
Centurionerna var den romerska arméns ryggrad. Det var en yrkesofficerskår som rekryterades dels från det lägre befälet, dels direkt bland unga män med högre social status. Olika grader förde befäl över centurior (ca 100 soldater), maniplar (ca 200 soldater) och kohorter (ca 500 soldater). Primipilares var en befälskår som rekryterades från den högsta centuriongraden. De kunde tjänstgöra som andre ställföreträdande legionsbefälhavare (lägerprefekt), generalstabsofficerare och andra högre poster och kunde upphöjas i riddarklassen. Principalis omfattade det lägre befälet, upp till ställföreträdande chef för en centuria om ca 100 soldater. Denna befälskår rekryterades från de meniga soldaterna. Mellan principaler och centurioner fanns det en kår av evocati, äldre soldater med 20 års tjänstetid i armén, vilka tjänstgjorde som stabsspecialister och chefsinstruktörer.

## Medeltidens riddarhärar
Medeltidens härar var inte permanenta organisationer utan de skapades på nytt vid varje krig. De enda permanenta befattningar som fanns var kungadömet och en eller flera höga riksämbetsmän med ansvar för krig och örlog. Det fanns andra befattningar på olika nivåer, men dessa besattes på nytt inför varje fälttåg.
Under högmedeltiden utövades det högsta befälet i England vid sidan av konungen, av Lord High Constable med biträde av Earl Marshal, som var ställföreträdande arméchef med särskilt ansvar för rytteriet. Det tunga rytteriet, riddarna, var i fältarmén indelade i tre bataljer, varje batalj i skvadroner (échelles) och dessa i conrois om 24 riddare, vilket var den grundläggande taktiska enheten.
Varje riddare förde själv befälet över en lans (lance garnie), bestående av riddaren och tre följeslagare: en väpnare och två beridna bågskyttar.  Det huvudsakliga kravet var att befälet hade en samhällsställning som motsvarade den befattning han skulle inneha. Riddarhärarnas befälsordning motsvarade därför den feodala samhällsordningen med grevar, baroner, banerriddare, riddare och väpnare.

## Landsknektsarméerna
De tyska landsknektsarméernas organisation och grader låg till grunden för de stående statsarméernas befälssystem och därför även för de moderna västerländska arméernas befälsordningar. Den högste befälhavaren för en landsknektsarmé kallades fältöverste eller generalöverste och kunde till sin ställföreträdare ha en generallöjtnant. En generalvaktmästare eller överste vaktmästare (den senare generalmajoren) ansvarade för bevakning, säkerhet och befästande av arméns fältläger.
Chefen för ett landsknektsregemente (flera tusen man) var en Obrist med en Obrist-Locotenens som ställföreträdare; grader som senare blev till överste och överstelöjtnant. Ansvar för bevakning och vakthållning hade en övervaktmästare (senare major). 
Ett regemente bestod av ett antal fänikor under en Hauptmann (hövitsman) eller Kapitän (kapten). Hans ställföreträdare var en Locotenens (löjtnant). Fanförare var en Fähnrich (fänrik). En erfaren landsknekt utnämndes av regementsöversten till Feldwebel (fältväbel), med ansvar för exercis och stridsteknik. Dessutom fanns två Gemeinwebeln (senare sergeanter), som biträdde fältväbeln; en Führer (senare förare) eller Guide med ansvar för spaning; en Fourir (senare furir) med ansvar för förläggning och tross. Det lägsta befälet utövades av en Rottmeister (rotemästare senare korpral) som valdes av roten, den cirka tio man starka grundläggande truppenheten. Bland landsknektarna skiljde man mellan vanliga knektar och erfarna Doppelsöldner (med dubbel lön), som motsvarar senare tiders Gefreiter eller vicekorpral.

## Statsarméerna
Termen "officer" uppkom vid slutet av medeltiden som en allmän term för allt befäl, när riddarhärarna började försvinna och ersättas med legoknektsarméer. Senare skilde man mellan "överofficerare", senare officerare, befäl med ansvarsfullare uppgifter, och underofficerare, befäl med mindre ansvarsfulla uppgifter. Vid tiden för statsarméernas genombrott på 1600-talet kom rekryteringen till de olika befälskategorierna att bestämmas av socialt ursprung (klasstillhörighet). Officerarna kom att rekryteras från samhällets högsta klasser (adeln), medan underofficerarna rekryterades från manskapet (de meniga), som vanligen kom från samhällets lägre klasser. 
Idag lever denna uppdelning på två befälskategorier kvar i de flesta länders arméer. Officerarna är då generalister inriktade mot administrativa uppgifter och högre ledning, vanligen direktrekryterade unga män och kvinnor med en civil utbildning, som valts ut efter ingående fysiska och psykiska tester och genomgått en flerårig utbildning. I en armé börjar de vanligen som plutonchefer för att få praktik i yrket, men är avsedda för högre befäl. Det är underofficerarna som normalt ger direkta order till manskapet om vad som skall göras. Internationellt ses underofficerarna ofta som "arméns ryggrad" och står för grundkompetens, rutin och stabilitet delvis i motsats till officersyrket, som är mer karriärsbetonat. Underofficerarna rekryteras ofta från manskapet och delar sålunda deras sociala tillhörighet.